# S/2017 J 6
S/2017 J 6 (auch Jupiter LXVII) ist einer der kleineren Monde des Planeten Jupiter.

## Entdeckung
S/2017 J 6 wurde im Jahr 2017 vom Astronomen Scott S. Sheppard entdeckt. Der Mond hat noch keinen offiziellen Namen erhalten – bei den Jupitermonden sind dies in der Regel weibliche Gestalten aus der griechischen Mythologie –, sondern  wird entsprechend der Systematik der Internationalen Astronomischen Union (IAU) vorläufig als S/2017 J 6 bezeichnet.

## Bahndaten
S/2017 J 6 umkreist Jupiter mit einer großen Halbachse von etwa 22,5 Millionen Kilometern in etwa 683 Tagen. Die Bahn weist eine Exzentrizität von 0,56 auf. Die Bahnneigung beträgt 155,2°.

## Physikalische Daten
Aufgrund der Helligkeit des Objektes kann man den Durchmesser auf ungefähr einen Kilometer schätzen.